# 朱端钧
朱端钧（1907年—1978年），字公吕，男，浙江余姚人，中国早期导演，与费穆、黄佐临、吴仞之并称为“孤岛四大导演”。

## 生平
早年入读上海南洋中学。
民国15年（1926年），考入上海圣约翰大学。
民国16年（1927年），转学入读复旦大学，就读于外文系。
民国18年（1929年），复旦大学毕业，留校担任助教。
民国17年至22年间，积极参加复旦大学的各种剧团社团的排练演出活动，曾参与并导演过多种剧目，代表作有《说谎者》、《五奎桥》、《压迫》等。
民国19年（1930年），加入左翼剧联，此后曾为多种报刊杂志撰写了很多影评剧评。
民国27年至30年，担任上海剧艺社导演，朱端钧导演生涯进入第二个高峰。导演了《夜上海》、《生财有道》、《雷雨》等著名剧目。
民国31年至34年，先后就职于荣伟公司、同茂剧社，担任编导、导演等。这一时期的代表作品有《钗头凤》、《家》等剧目。
抗日战争胜利以后，导演了《孔雀胆》、《少年游》等剧目。

## 代表作品
- 民国17年－22年间：
  - 《说谎者》
  - 《五奎桥》
  - 《压迫》

- 民国27年－30年间：
  - 《夜上海》
  - 《生财有道》
  - 《雷雨》

- 1945年以后：
  - 《孔雀胆》
  - 《少年游》